# 29994 Zuoyu
29994 Zuoyu este un asteroid din centura principală de asteroizi.

## Descriere
29994 Zuoyu este un asteroid din centura principală de asteroizi. A fost descoperit pe 4 ianuarie 2000 la Socorro, New Mexico, în cadrul proiectului LINEAR. Asteroidul prezintă o orbită caracterizată de o semiaxă mare de 2,35 ua, o excentricitate de 0,12 și o înclinație de 6,4° în raport cu ecliptica.